# Bidon à lait
 (juin 2025).
Si vous disposez d'ouvrages ou d'articles de référence ou si vous connaissez des sites web de qualité traitant du thème abordé ici, merci de compléter l'article en donnant les références utiles à sa vérifiabilité et en les liant à la section « Notes et références ».
Un bidon à lait est un type de récipient destiné au transport du lait.

## Dénomination
Appelés bidon à lait ou bidon de lait, ils sont nommés également pot à lait, laitière, et en France selon les régions :
- en Franche-Comté : bouille ou boille
- dans le Lyonnais : berthe à lait
- dans le Massif Central : biche à lait

## Histoire
Initialement en bois, les bidons ont été produits en aluminium, en acier inoxydable puis en matière plastique. Leur forme est généralement cylindrique, au moins deux fois plus haute que large.
Les récipients étaient remplis par les producteurs et servaient ensuite pour la commercialisation.
Le périodique Journal d'agriculture pratique décrivait en 1898 un bidon à lait stérilisé fermé hermétiquement par un couvercle de forme spéciale.

## Dans la culture
Au Pays basque, il existe des courses de portage de bidons de lait.

## Illustrations

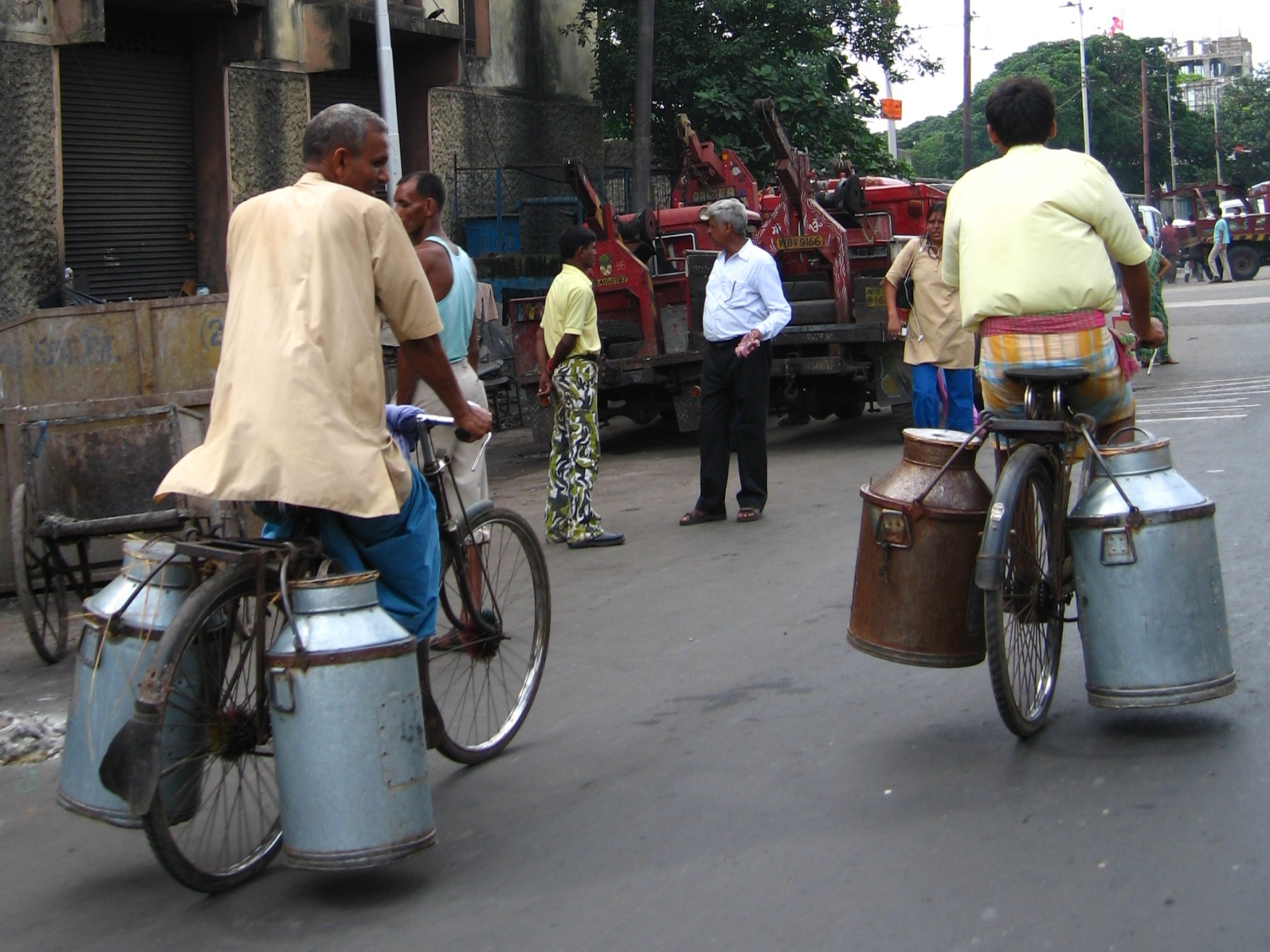
Des bidons à lait transportés à vélo, en 2007 en Inde.
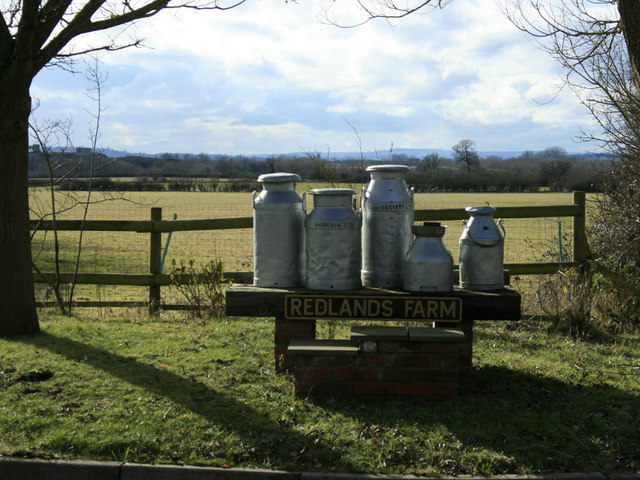
Différents types
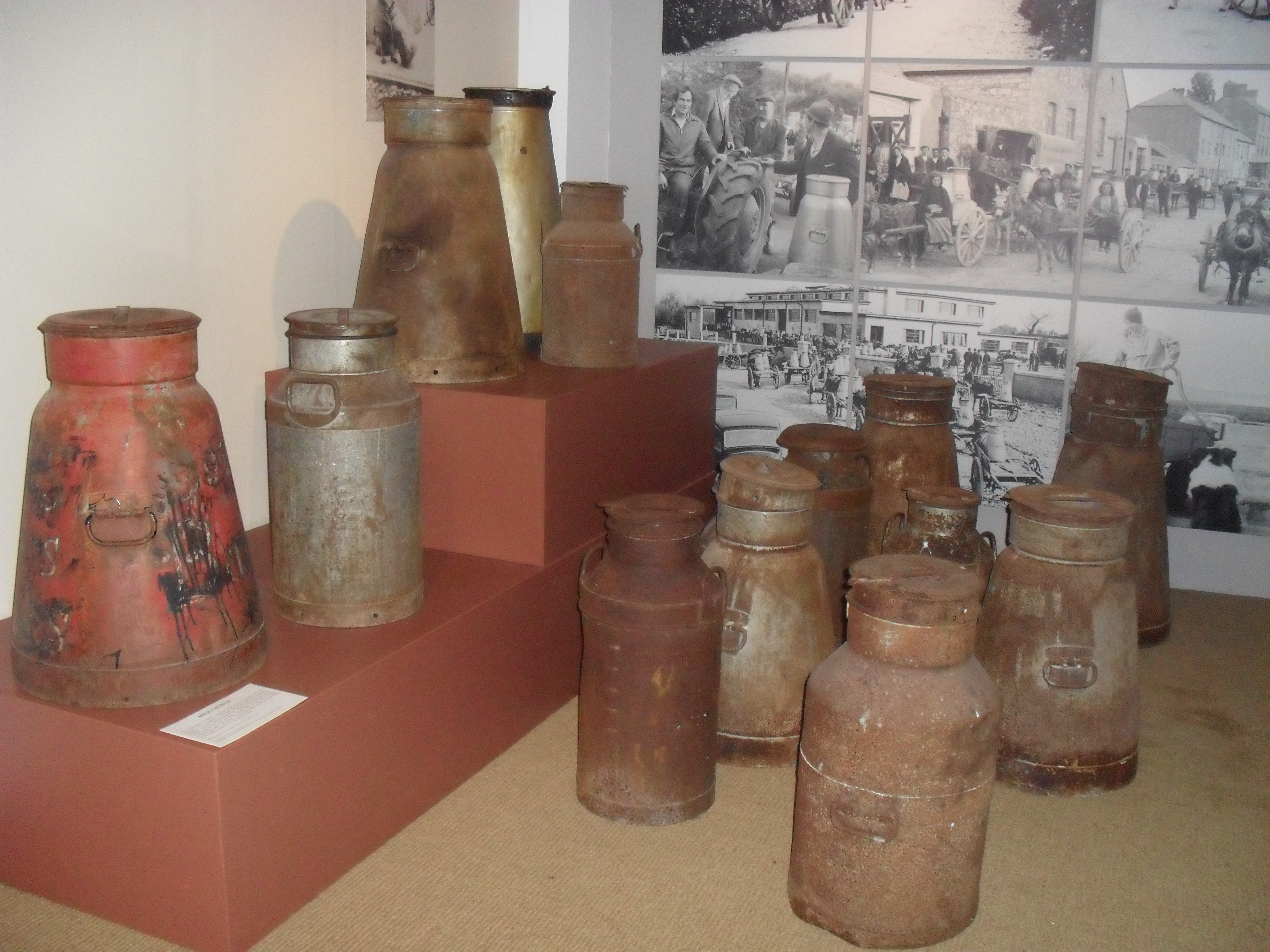
Quelques bidons à lait en acier au musée du beurre de Cork, en Irlande.